# Торстен Фінк
Торстен Фінк (нім. Thorsten Fink, нар. 29 жовтня 1967, Дортмунд) — німецький футболіст, що грав на позиції півзахисника. По завершенні ігрової кар'єри — футбольний тренер.
Виступав, зокрема, за клуби «Карлсруе СК» та «Баварія».
Чотириразовий чемпіон Німеччини. Триразовий володар Кубка Німеччини. Переможець Ліги чемпіонів УЄФА. Володар Міжконтинентального кубка. Дворазовий чемпіон Швейцарії (як тренер).

## Ігрова кар'єра
Народився 29 жовтня 1967 року в місті Дортмунд.
У дорослому футболі дебютував 1989 року виступами за команду клубу «Ваттеншайд 09», в якій провів п'ять сезонів, взявши участь у 125 матчах чемпіонату.
Своєю грою за цю команду привернув увагу представників тренерського штабу клубу «Карлсруе СК», до складу якого приєднався 1994 року. Відіграв за клуб з Карлсруе наступні три сезони своєї ігрової кар'єри. Більшість часу, проведеного у складі «Карлсруе», був основним гравцем команди.
У 1997 році уклав контракт з клубом «Баварія», у складі якого провів наступні сім років своєї кар'єри гравця. Граючи у складі мюнхенської «Баварії» також здебільшого виходив на поле в основному складі команди. За цей час чотири рази виборював титул чемпіона Німеччини, ставав володарем Кубка Німеччини (тричі), переможцем Ліги чемпіонів УЄФА, володарем Міжконтинентального кубка.
З 2004 року припинив залучатися до головної команди «Баварії», але ще два роки грав за другу команду клубу, прічому з 2005 року як граючий тренер.

## Кар'єра тренера
Розпочав тренерську кар'єру, ще продовжуючи грати на полі, 2005 року, очоливши тренерський штаб другої команди «Баварії». Протягом 2006—2008 років працював в Австрії, де входив до тренерського штабу клубу «Ред Булл».
Надалі очолював команди клубів «Інгольштадт 04», «Базель», «Гамбург» та АПОЕЛ.
Наприкінці травня 2015 року очолив тренерський штаб команди «Аустрія» (Відень). Відпрацювавши два роки свого контракту з «Аустрією», уклав нову тренерську угоду і залишився у віденському клубі, проте вже у лютому 2018 року був звільнений через незадовільні результати — очолювана ним команда на той час йшла на сьомому місці у першості Австрії.
Вже за декілька місяців після звільнення, у квітні 2018, повернувся до Швейцарії, де став головним тренером «Грассгоппера».

## Титули і досягнення

### Як гравця
- Чемпіон Німеччини (4):

«Баварія»: 1999-99, 1999-2000, 2000-01, 2002-03
- Володар Кубка Німеччини (3):

«Баварія»: 1997-98, 1999-2000, 2002-03
- Володар Кубка німецької ліги (4):

«Баварія»: 1997, 1998, 1999, 2000
- Переможець Ліги чемпіонів УЄФА (1):

«Баварія»: 2000-01
- Володар Міжконтинентального кубка (1):

«Баварія»: 2001

### Як тренера
- Чемпіон Швейцарії (2):

«Базель»: 2009-10, 2010-11
- Володар Кубка Швейцарії (1):

«Базель»: 2009-10
- Володар Кубка Імператора (1):

«Віссел Кобе»: 2019
- Володар Суперкубка Японії (1):

«Віссел Кобе»: 2020